# Christian Heinrich Friedrich Peters
Pour les articles homonymes, voir Peters.
Ne doit pas être confondu avec Christian August Friedrich Peters.
Christian Heinrich Friedrich Peters (Koldenbüttel, 19 septembre 1813 – Clinton, 18 juillet 1890) est un astronome américain, un des premiers découvreurs d'astéroïdes.
Fils du pasteur Hartwig Peters (de) et né dans la province du Schleswig-Holstein, qui faisait alors partie du Danemark avant d'être intégré à la Prusse en 1866, il devient élève de Carl Friedrich Gauss. Il parle plusieurs langues et passe plusieurs années en Italie et dans l'Empire ottoman avant de rejoindre les États-Unis en 1854.
Il travaille à Clinton dans l'État de New York, et découvre un total de 48 astéroïdes, le premier étant (72) Féronie en 1861 et le dernier (287) Nephthys en 1889.
En plus de cela, il codécouvrit la comète périodique 80P/Peters-Hartley et plusieurs nébuleuses et galaxies.
L'astéroïde (100007) Peters porte son nom.

## Astéroïdes découverts
| (72) Féronie    | 29 mai 1861       |
| (75) Eurydice   | 22 septembre 1862 |
| (77) Frigga     | 12 novembre 1862  |
| (85) Io         | 19 septembre 1865 |
| (88) Thisbé     | 15 juin 1866      |
| (92) Ondine     | 7 juillet 1867    |
| (98) Ianthé     | 18 avril 1868     |
| (102) Miriam    | 22 août 1868      |
| (109) Félicité  | 9 octobre 1869    |
| (111) Até       | 14 août 1870      |
| (112) Iphigénie | 19 septembre 1870 |
| (114) Cassandre | 23 juillet 1871   |
| (116) Sirona    | 8 septembre 1871  |
| (122) Gerda     | 31 juillet 1872   |
| (123) Brunhild  | 31 juillet 1872   |
| (124) Alceste   | 23 août 1872      |
| (129) Antigone  | 5 février 1873    |
| (130) Électre   | 17 février 1873   |
| (131) Vala      | mai 1873          |
| (135) Hertha    | 18 février 1874   |
| (144) Vibilia   | 3 juin 1875       |
| (145) Adeona    | 3 juin 1875       |
| (160) Una       | 20 février 1876   |
| (165) Loreley   | 9 août 1876       |
| (166) Rhodope   | 15 août 1876      |
| (167) Urda      | 28 août 1876      |
| (176) Iduna     | 14 octobre 1877   |
| (185) Eunice    | 1er mars 1878     |
| (188) Ménippe   | 18 juin 1878      |
| (189) Phthia    | 9 septembre 1878  |
| (190) Ismène    | 22 septembre 1878 |
| (191) Kolga     | 30 septembre 1878 |
| (194) Procné    | 21 mars 1879      |
| (196) Philomèle | 14 mai 1879       |
| (199) Byblis    | 9 juillet 1879    |
| (200) Dynamène  | 27 juillet 1879   |
| (202) Chryséis  | 11 septembre 1879 |
| (203) Pompeja   | 25 septembre 1879 |
| (206) Hersilia  | 13 octobre 1879   |
| (209) Didon     | 22 octobre 1879   |
| (213) Lilaea    | 16 février 1880   |
| (234) Barbara   | 12 août 1883      |
| (249) Ilse      | 16 août 1885      |
| (259) Aléthée   | 28 juin 1886      |
| (261) Prymno    | 31 octobre 1886   |
| (264) Libussa   | 22 décembre 1886  |
| (270) Anahita   | 8 octobre 1887    |
| (287) Nephthys  | 25 août 1889      |